# Vida István (szociálpolitikus)
Vida István (Komárom, 1915. április 6. – Budapest, 1996. május 13.) jogász, szociálpolitikus, könyvtáros, tudományos kutató.
A középiskola nyolc osztályát Kalocsán, a jezsuiták által vezetett Érseki Gimnáziumban végezte mint a gimnáziumhoz tartozó Stefáneum konviktus bennlakója. Diákként nagy hatással volt rá magisztere (diákotthoni nevelőtanára): Kerkai Jenő jezsuita, több katolikus szociális mozgalom (KALOT, Hivatásszervezet) későbbi elindítója. 1933-ban kitüntetéssel érettségizett. 
Az érettségit követően a Pázmány Péter Tudományegyetem Jog és Államtudományi Karán folytatta a tanulmányait, 1937-ben doktorált. Joghallgatóként az egyetemi Mária kongregáció prefektusa, a Katolikus Diákszövetség alelnöke lett. Már ekkor részt vett különböző katolikus szociális reformmozgalmakban, így többek között a nyomortelepeken szociális munkát végző Egyetemi Settlemen Mozgalomban, majd 1936-ban ő lett az EMSZO első hivatásos munkatársa, központi titkára. 
Az egyetem befejezése után, 1939-ben megválasztották a Magyar Dolgozók Országos Hivatásszervezete munkástagozatának főtitkárává. 1940-ben részt vett a Magyar Szociális Népmozgalom, majd 1943-tól a Katolikus Szociális Népmozgalom szervezésében. 1944 decemberében, az EMSZO és a Hivatásszervezet több munkatársával együtt, a nyilasok őt is letartóztatták, és csak különleges baráti közbenjárásnak köszönhetően szabadult ki társaival együtt a Margit körúti fegyházból és kerülte el a Nemzeti Számonkérő Szék várható halálos ítéletét. 
1945 után munkanélküli, segédmunkás, végül könyvügynök, majd 1957-től antikvár könyvkereskedő volt. 1971-ben a hatóságok folyamatos zaklatása elől a Német Szövetségi Köztársaságba menekült. Ezért távollétében két és fél év börtönbüntetésre, valamint teljes vagyonelkobzásra ítélték. Németországban kezdetben a reutlingeni Pedagógiai Főiskola könyvtárosa volt, majd 1972-től nyugdíjazásáig a Tübingeni Egyetem Földtani és Ősrégészeti Intézetének a könyvtárát vezette. Külföldön is folytatta a már Magyarországon megkezdett Erasmus-kutatásait. Munkatársa lett a „Bibliographie Érasmienne”-nek; 1979-től az Erasmus című nemzetközi folyóirat társkiadója és szerkesztőbizottságának tagja volt.
Halála előtt egy évvel, 1995-ben tért vissza Magyarországra.
Számos tanulmánya jelent meg itthon és külföldön is.

## Válogatás írásaiból
- Magyar munkás káté; EMSZO, Budapest, 1938 (EMSZO)
- Mi a hivatásszervezet? Eligazító a munkásság és szervezők, vezetők részére; Magyar Dolgozók Országos Hivatásszervezete, Budapest, 1941
- Erasmus-interjú. In: Vigilia, 1969. (34. évf.) 8. sz. pp. 525-531.
- Erasmus és pere. In: Vigilia, 1967. (32. évf.) 8. sz. pp. 505-512.
- Erasmus helye és a humanizmus esélyei. In: Katolikus Szemle. Róma, 1972. pp. 414–424.
- Das Neuerwachen von Erasmus und die Chance der Humanisten. In: Officielles Organ von Lion's Intern, 1974 p. 383-386.
- Kerkais verhinderte Reform. Schicksal der katholischen Bauerhbewegung Ungarns. In: Orientierung, Zürich, 31. Januar 1981. Nr. 2 45. Jahrgang, p. 14.
- Ungarische Gegenwart – Genauer betrachtet. Zu einem Aufsatz von Gábor L. Kiszely. In: Osteuropa, Vol. 31, No. 7 (Juli 1981), pp. 588-590.
- Ungarns katholische Volksbewegungen im Rückblick. In: Orientierung, Zürich, 30. November 1985. Nr. 22 49. Jahrgang, pp. 246-258.
- Az ács fiát idézve. Az EMSZO-mozgalom és előzményei; s.n., Róma, 1985
- Aufstieg und Ende der katholischen Volksbewegungen in Ungarn.  In: Communio. Köln, Bd. 15. 1986, Nr. 1. pp. 89-95.
- Christlicher Humanismus und Solidarität in den Volksbewegungen Ungarns bis zur kommunistischen**Alleinherrschaft (1935—1949) In: Ungarnjahrbuch Band 14, Jahrgang 1986. pp. 99-106.
- Az Ifjú katolikus népmozgalmak Magyarországon, 1935-1949 (Vázlat és adalékok). In: Új Látóhatár, 1988, pp. 513-531.
- Egy korszak mérlegéhez. In: Félbemaradt reformkor : miért akadt el az ország keresztény humanista megújulása?  (A Katolikus Szemlében megjelent tanulmányok gyűjteménye) Róma : Tipografia Ugo Detti, 1990. pp. 9-18.
- Az EMSZO-mozgalom és előzményei. In: Félbemaradt reformkor … pp. 56-70.
- Egy nemzetpolitikai kísérlet. In: Félbemaradt reformkor … pp. 151-153.
- Varga páter reménye. In: Félbemaradt reformkor … pp. 335-343.
- Kerkai Jenő útjai. In: Félbemaradt reformkor … pp. 344-353.
- Szociális irányú katolikus mozgalmak hazánkban (1935-1949) In: Magyar egyháztörténeti vázlatok, 1992. (4. évf.) 1. sz. pp. 223-242.
- A pszichiátria Hölderlin korában. In: Orvostörténeti közlemények 158-165. (Budapest, 1997–1998), pp. 261-267.
- A keresztény Erasmus. Erasmus kereszténysége. A rotterdami mester gondolatai; összeáll., ford., bev. Vida István, szerk. Czakó Kálmán; fordítói, Gárdony, 2021